# Sunningwell
Sunningwell est un village et une paroisse civile de l'Oxfordshire, en Angleterre.
Il se situe au sud d'Oxford .
La paroisse faisait partie du Berkshire jusqu'à son transfert à l'Oxfordshire en 1974 à la suite du Local Government Act 1972.